# 神經調控
神經調控（neuromodulation）

又稱神经调制，是一個或一群神經元乃至一个脑区，使用一種或多種化學物質对一系列神經元活动的调控作用。這些对递质信息传递发挥调控作用的化學物質，則稱為神经调质（neuromodulator）或神經調控物質，其没有直接传递信息的作用。
神經調控也屬於一種神經傳導過程，在此調控過程中，一小群神經元神經調質的作用，會在神經系統傳導中放大，進而影響到許多的神經元。
在中樞神經系統內，主要的神經調控物質包括多巴胺、血清素、乙醯膽鹼、組織胺、去甲基腎上腺素。此定義與傳統突觸傳導過程相反。傳統突觸傳導描述神經傳導過程為一個突觸前神經元直接影響另一個突觸後神經元。